# Gare de Langeais
La gare de Langeais est une gare ferroviaire française de la ligne de Tours à Saint-Nazaire, située sur le territoire de la commune de Langeais, dans le département d'Indre-et-Loire, en région Centre-Val de Loire.
C'est aujourd'hui une gare de la Société nationale des chemins de fer français (SNCF), elle est desservie par des trains express régionaux TER Centre-Val de Loire.

## Situation ferroviaire
Établie à 44 m d'altitude, la gare de Langeais est située au point kilométrique (PK) 260,233 de la ligne de Tours à Saint-Nazaire, entre les gares de Cinq-Mars-la-Pile et de Saint-Patrice.

## Histoire
La compagnie du chemin de fer de Tours à Nantes met en service la section de Tours à Saumur en décembre 1848.

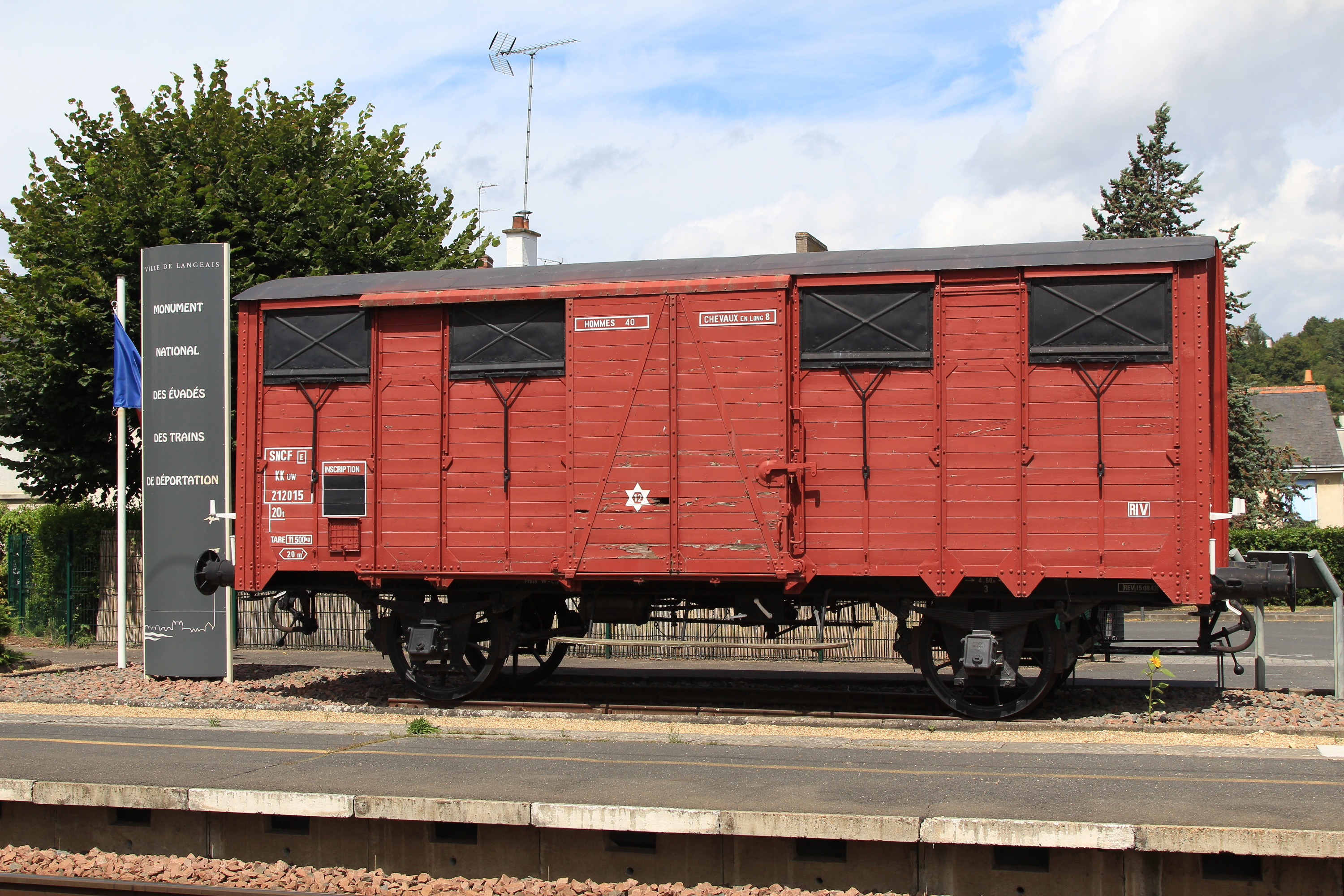
Wagon souvenir de Langeais.

Durant la Seconde Guerre mondiale, les 6 et 7 août 1944 près de 1 500 de prisonniers, sont entassés dans les wagons d'un train de déportation stationné en gare. Le train est mitraillé. Avec le soutien de la population de nombreux prisonniers arrivent à s'enfuir. 
Pour le souvenir de ces événements, un wagon est stationné sur la place devant la gare. Il constitue le monument national des évadés des trains de déportation .

## Service des voyageurs

### Accueil
Gare SNCF, elle dispose d'un bâtiment voyageurs avec guichet ouvert tous les jours. Elle est équipée de distributeurs de titres de transport TER.

### Desserte
Langeais est desservie par des trains TER Centre-Val de Loire de la ligne no 28 Tours - Saumur. Ces trains sont en provenance ou à destination de Tours, Saumur, voire au-delà vers Angers-Saint-Laud, Nantes, ou Thouars et Bressuire voir La Roche-sur-Yon.

## Patrimoine ferroviaire

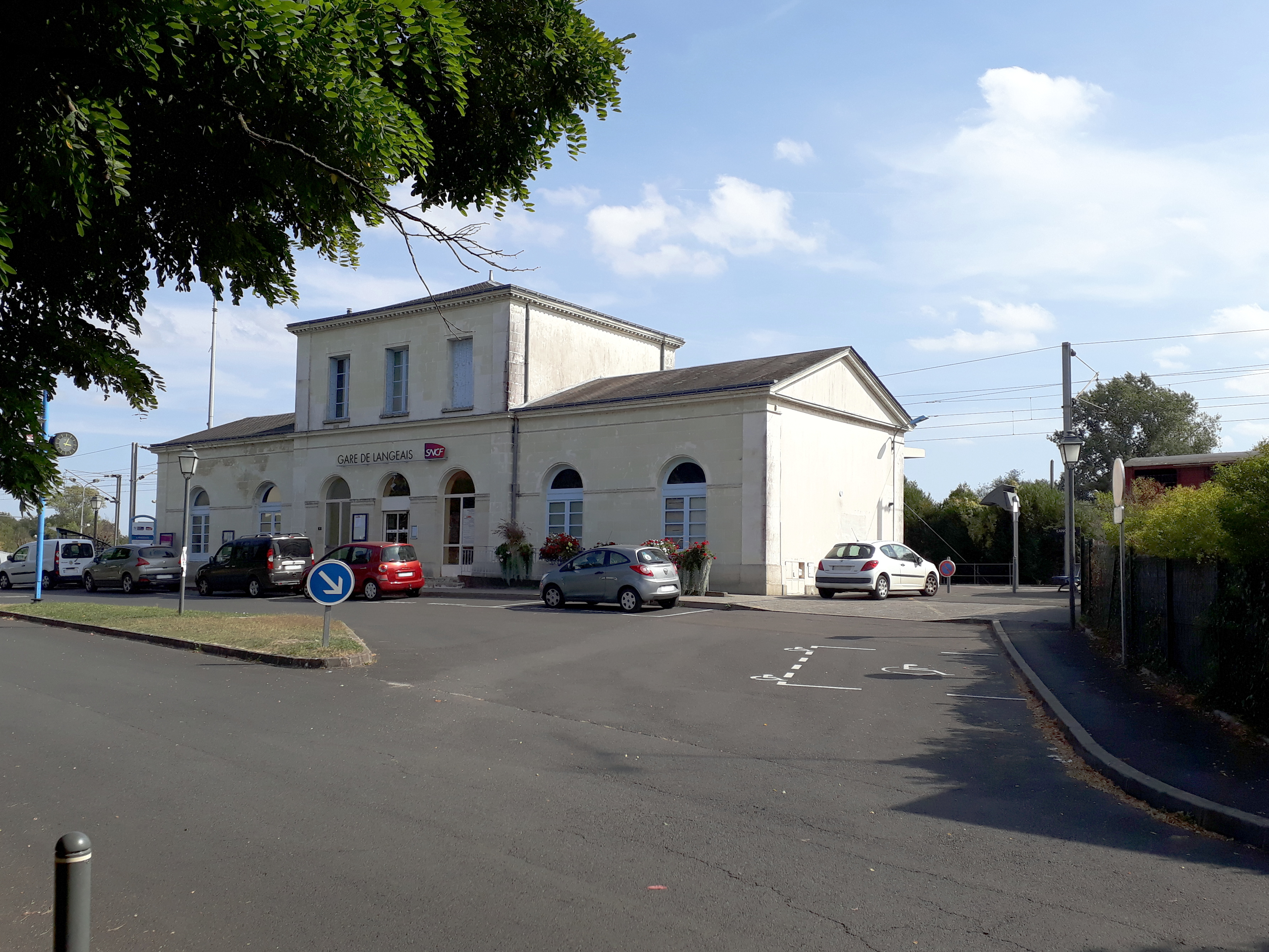
Bâtiment voyageurs, côté cour.

Le bâtiment voyageurs de style néoclassique, est typique des gares de la Compagnie du chemin de fer de Tours à Nantes, laquelle a édifié plusieurs bâtiments identiques pour d'autres gares de l'actuelle ligne de Tours à Saint-Nazaire. La façade côté quai a subi des altérations.
Ces bâtiments se caractérisent par une façade en pierre de taille très lisse, des bandeaux et des pilastres d'angle en pierre ainsi que des percements à linteau droit surmontés d'entablements. Le corps central à étage, surmonté d'une toiture à quatre versants en zinc (remplacé par des tuiles), comporte trois travées et celles du rez-de-chaussée sont surmontées d'arcs en plein cintre dont les piédroits sont reliés par un bandeau ; l'arc central est plus grand sur certaines gares mais pas à Langeais. Les ailes, symétriques, sont coiffées d'un toit à deux pans. Les murs latéraux avaient initialement une fenêtre en demi-lune éclairant les combles, pour les ailes basses.